# Catalizador de energía de Rossi y Focardi
El catalizador de energía de Rossi y Focardi (también conocido como Rossi & Focardi Energy Amplifier: ‘amplificador de energía de Rossi-Focardi’) es un supuesto sistema experimental de fusión fría propuesto por el inventor
Andrea Rossi (filósofo de la ciencia) de la ciudad italiana Bolonia
y por el físico Sergio Focardi (profesor emérito de física en la Universidad de Bolonia).
Del catalizador de Rossi & Focardi no se ha efectuado ninguna publicación en revistas científicas dignas de relevancia internacional o italianas, y la relación científica que debería explicar e ilustrar los resultados del experimento ha sido rechazada por la comunidad científica, dado que no logró superar la fase de la revisión por pares.
Una solicitud de patente internacional recibió el informe preliminar internacional desfavorable en 2011 porque se consideró que "atentaba contra las leyes de la física generalmente aceptadas y las teorías establecidas".
El dispositivo ha sido objeto de demostraciones y pruebas varias veces, y comentado por varios académicos y otros. Nunca se han realizado pruebas independientes y nunca se han publicado pruebas revisadas por pares del dispositivo. Steve Featherstone escribió en Popular Science que para el verano de 2012 las «afirmaciones extravagantes» de Rossi sobre el E-Cat parecían «completamente desacreditadas».
En 1978 Rossi creó la empresa Petroldragon, que supuestamente produciría petróleo, gas y carbón a partir de los desechos urbanos. En los años ochenta y noventa fue protagonista de varios procesos judiciales en su contra, de los que fue absuelto.
Los dos inventores han creado un sitio web (Journal-of-Nuclear-Physics.com), donde declaran que se trata de un dispositivo que funciona gracias a reacciones nucleares de baja energía, que trasformarían en calor, la energía de fusión nuclear contenida en el hidrógeno gaseoso y en el níquel (en forma de polvo nanométrico), los principales combustibles nucleares del reactor.
El mecanismo de producción de la energía que los inventores proponen, estaría relacionado con hipotéticos (y nunca demostrados en el mundo) fenómenos de fusión nuclear fría de los dos elementos, que estaría sufragado por la producción terminal de cobre, que según los autores es un producto de transmutación del elemento níquel.

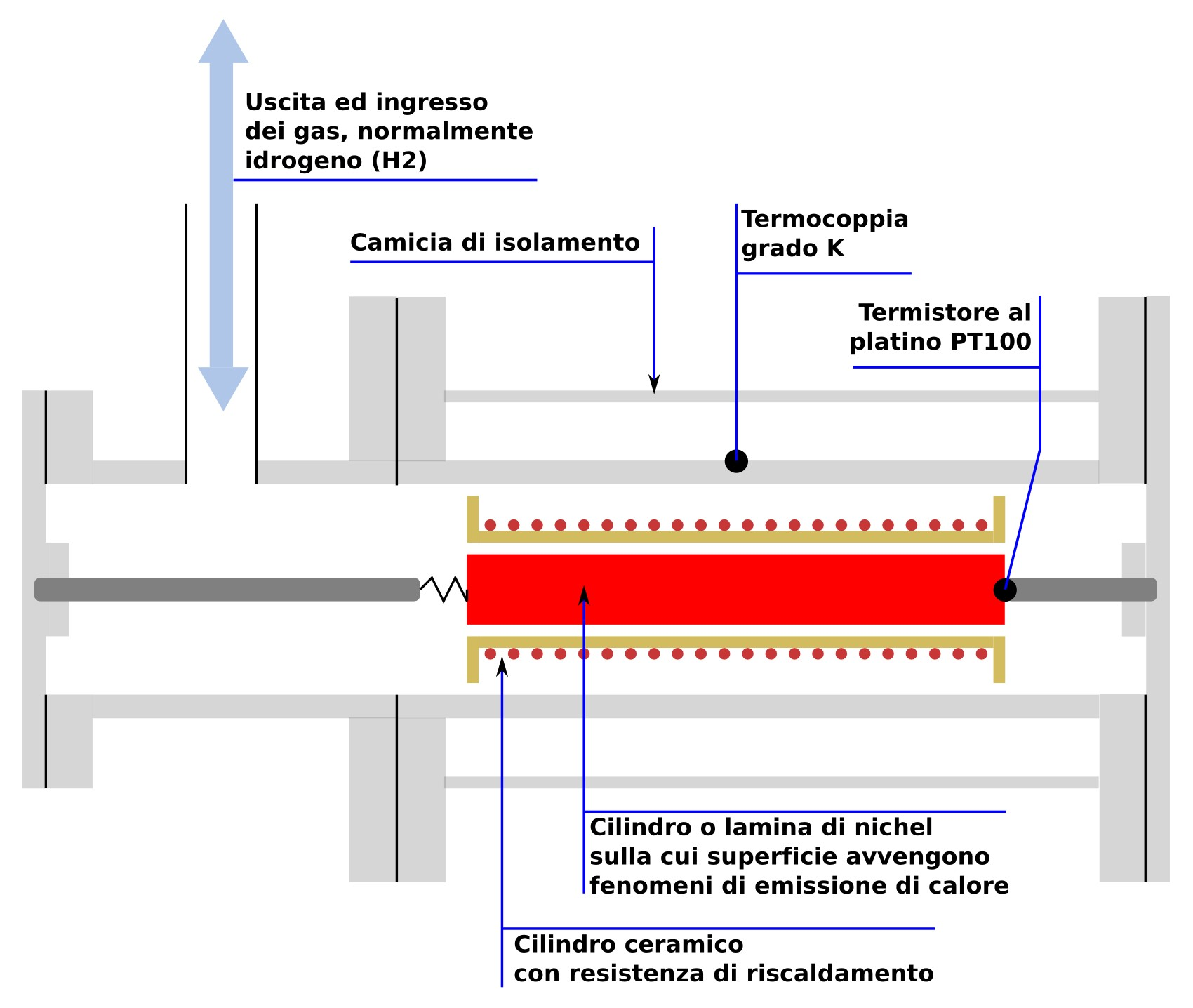
Esquema del reactor a níquel-hidrógeno ideado por Piantelli y Focardi para medir el posible calor en exceso

## 1994-2013: historia del aparato E-Cat
En 1989 el biofísico Francisco Pignatelli, de la Universidad de Siena, mientras estaba efectuando investigaciones sobre muestras de material orgánico, se percató de la existencia de una anomalía en la producción de calor
Comunicó el fenómeno observado a Sergio Focardi, físico de la Universidad de Bolonia, y los dos decidieron crear un grupo de trabajo al cual se añadió posteriormente Roberto Habel, miembro del Instituto Nacional de Física Nuclear italiano en la Universidad de Cagliari,
para poder profundizar la razón de aquella anomalía térmica.
Después de tres años, los estudios llegaron a significativos resultados, permitiendo la construcción de un reactor Níquel-Hidrógeno suficientemente eficiente. Pasaron otros dos años de experimentos y finalmente, el 20 de febrero de 1994, en una conferencia de prensa en el aula magna de la Universidad de Siena, fue anunciado el logro de un diferente proceso de producción de energía gracias a Reacciones Nucleares de Baja Energía (LENR), profundamente diferente del experimento realizado por Fleischmann y Pons
El proceso que ellos estaban experimentando se basa en el empleo de una barra de níquel, mantenida a una temperatura de alrededor de 200-400 °C por medio de una resistencia eléctrica, que es saturada con hidrógeno gracias a técnicas que en parte son secretas.
Cuando la reacción ha sido encendida, o sea que la barrita de níquel emite más energía de la que fue necesaria para calentarla, se puede medir también una débil y discontinua emisión de radiación gamma que podría ser la prueba de una posible naturaleza nuclear del fenómeno.
Sobre la base de lo declarado por los autores, actualmente sus experimentos han sido orientados al propósito de mejorar la eficiencia total del sistema, para poder realizar un generador de energía térmica y eléctrica completamente autónomo.
Según lo afirmado en 2011 por el físico nuclear del INFN Giuseppe Levi,
un fenómeno similar podría estar a la base del funcionamiento del aparato denominado «catalizador de energía» o E-Cat que fue presentado en Bolonia por el empresario Andrea Rossi, que fue el inventor de una potente sustancia reductora-hidrogenante, que podía ser utilizada sobre la basura, para transformarla principalmente en metano, etano, propano y otros alcanos, utilizables como combustible, además de agua (sistema Petroldragon).
El mecanismo de funcionamiento de tal aparato, que en los detalles mostrados al público parece idéntico a la celda empleada por Focardi y Piantelli, no ha sido explicado exhaustivamente: muchos aspectos substanciales de la composición del combustible y de la estructura interna del así llamado "catalizador" han sido mantenidos secretos, con el motivo del no haber obtenido la patente y por ende tratar de tutelar la propiedad industrial de muchas posibles aplicaciones (cabe señalar que la patente internacional no ha sido aprobada).
Una patente italiana fue concedida en abril de 2011.

## Secretos y dudas sobre la operatividad del E-Cat
El mecanismo de funcionamiento aún no ha sido totalmente aclarado. Aspectos fundamentales de la composición del combustible y de la estructura interna del catalizador se mantienen en secreto por motivos de protección de la propiedad industrial de las aplicaciones.
Cabe señalar, sin embargo, que una patente italiana se ha emitido en abril de 2011,
mientras que en el registro internacional de patentes no ha sido aprobado.
En el módulo de solicitación de la patente internacional se pueden leer detalles ulteriores sobre la composición del aparato de Rossi y Focardi.
La fragmentaria información disponible, consistente de muchos trabajos teóricos, pero prácticamente de pocas notas sobre la estructura y composición exacta del dispositivo, se refieren a un supuesto mecanismo de fusión fría, y en particular de la fusión nuclear fría entre el níquel y el hidrógeno, estudiada en los años noventa por Piantelli y por el mismo Focardi. En 1996, el CERN de Ginebra lideró un esfuerzo internacional para replicar los resultados, pero después de un año de pruebas, se comunicó oficialmente que no se habían obtenido resultados significativos.
Para la ciencia, los fenómenos físicos exhibidos durante los experimentos son imposibles. Según Antonio Zoccoli, director de la sección de Bolonia del Instituto Nacional de Física Nuclear italiano, el calor producido por la unidad no se puede justificar con una reacción química normal, la naturaleza del fenómeno se explicará en un futuro, «hasta que no se puedan realizar una serie de controles necesarios para determinar qué tipo de reacción se trata». Zoccoli afirmó también: «De este fenómeno no han sido publicados los detalles en revistas científicas internacionales, cosa requerida y natural en el caso de un descubrimiento, que, de confirmarse, sería de proporciones planetarias».
El profesor Focardi dijo que había escrito un artículo sobre el catalizador que fue colocado en el blog de Rossi de física nuclear, pero este artículo fue rechazado por varias revistas científicas[cita requerida] por estar «mal desarrollado».

## Demostraciones públicas del E-Cat
A partir de 14 de enero del 2011 se efectuaron una serie de pruebas públicas, con algunas restricciones,
Durante la primera demostración, que duró aproximadamente 45 minutos, y delante de un público de científicos y periodistas recluidos en condiciones parcialmente controladas, la presunta reacción nuclear fue activada mediante el calor producido por una resistencia eléctrica.
Los científicos proponentes declararon que la potencia suministrada por la corriente eléctrica, inicialmente de alrededor de 1 kW de potencia (una computadora consume alrededor de 0,4 kW, y una plancha eléctrica alrededor de 1,5 kW), condujo al dispositivo a una modalidad en la cual emitió energía térmica (medida por un calorímetro) que fue igual a la producida por una resistencia alimentada por 12 kW. Un gráfico en un informe del físico Giuseppe Levi muestra que el reactor se calentó inicialmente con 1,21 kW. La potencia se elevó a 1,28 kW, se redujo a 0,4 kW, se elevó de nuevo a 1,55 kW y finalmente se redujo a 0,7 kW, con un promedio de 1,07 kW.
El calor, en este caso, se utilizó para evaporar agua. La temperatura del agua se elevó partiendo de 20 °C y llegó a 100 °C, y empezó a evaporarse. Los proponentes informaron un factor de ganancia de potencia de alrededor de 30 veces.
El reactor empleó menos de un gramo de hidrógeno (que extrajo del agua). Cada minuto, la reacción evaporó 292 g de agua a 20 °C. Esa evaporación requirió unos 12,4 kWh. La ganancia de potencia que proveyó el experimento fue de 12,4 kWh / 0,4 kWh = 31 (o sea, el 3000%). Gastó menos de 0,01 €/kWh, lo que claramente es inferior a cualquier otra fuente de producción energética convencional.
Colaboró a la organización de la demostración Giuseppe Levi, un físico nuclear del INFN
Levi confirmó que la unidad producía alrededor de 12 kW térmicos y también declaró que, muy probablemente, la energía producida no era de origen químico, dado que el consumo de hidrógeno era tan bajo que no podía ser medido.
Durante el experimento, no fue detectada ninguna forma de radiación. Esto fue verificado antes y después, antes del encendido del aparato, fue medida la intensidad de la radiación emitida por aquella parte del aparato donde, según sus inventores sucedía el proceso de fusión nuclear fría.
No fue encontrada ninguna diferencia significativa en la actividad medida entre el aparato en condición «de reposo» y aquella medida en la modalidad de «funcionamiento».
Este resultado entra en conflicto con los conocimientos teóricos y experimentales sobre los procesos de fusión nuclear y las interacciones entre radiación y materia, sobre la base de las cuales una determinada radiación en exceso debe ser necesariamente emitida: esta radiación, saliendo del aparato, debería poder ser detectada. A causa de las restricciones y trabas decididas por Rossi y Focardi, no fue realizada ninguna espectroscopia a rayos gamma (supuestamente para cubrir la firma espectroscópica de un aditivo o catalizador secreto).
Los dos científicos proponentes motivaron la ausencia de emisiones detectables de rayos gamma como efecto de un escudo de plomo, necesario para resguardarse de la nocividad de aquellas radiaciones para la salud humana.
Ulteriores experimentos fueron organizados después de la publicación de un artículo por parte de la revista sueca Ny Teknik, y después que los estudiosos escandinavos Sven Kullander, profesor emérito de la Universidad de Upsala y Hanno Essén, profesor asociado de física teórica aceptaron de tomar parte como observadores a una demostración.
El test del 29 de marzo del 2011, que duró 4 horas, llevó a Kullander y Essén a concluir que ningún proceso químico conocido habría logrado producir y emitir energía en tales cantidades.

### Demostraciones del 19 y el 28 de abril de 2011
Otras pruebas públicas se efectuaron el 19 de abril de 2011 y el 28 de abril de 2011 en Bolonia con la asistencia del periodista Mats Lewan de la revista sueca Ny Teknik, que trató de monitorear en la medida de lo posible los fenómenos más macroscópicos que podían indicar que se estaba operando un fraude.
Las demostraciones fueron difundidas por el canal televisivo público italiano Rai News, que el 5 de mayo de 2011, a las 20:35, puso al aire un informe sobre esta prueba.
Las condiciones no controladas en las que se han desarrollado los experimentos públicos, y su breve duración, no han permitido ninguna conclusión definitiva sobre el mecanismo de supuesta producción de energía.

## Pruebas científicas en universidades
Según Andrea Rossi, el catalizador de energía iba a ser sujeto de investigaciones controladas en universidades antes del fin del 2011. Las dos universidades que tendrían la tarea de valorar el dispositivo iban a ser la Universidad de Upsala (Suecia)  y la Universidad de Bolonia (Italia). A pesar del anuncio, nunca se han llevado a cabo esas pruebas.

## Desarrollo industrial

### Patentes

#### Oficina italiana de patentes y marcas depositadas
El 9 de abril de 2008, Maddalena Pascucci (esposa de Andrea Rossi) depositó la solicitud para registrar el sistema en la oficina italiana de patentes y marcas. El título de la patente era «Proceso y dispositivo para obtener reacciones exotérmicas, en particular del níquel y el hidrógeno».
La patente fue concedida el 6 de abril del 2011.

#### Oficina Europea de Patentes
En la Oficina Europea de Patentes fue depositada una solicitud de patente a nombre de Maddalena Pascucci (esposa de Andrea Rossi), para patentar el Energy Catalyzer.
Actualmente, la posibilidad de conceder la patente está siendo examinada y no ha sido aceptada ni rechazada.

### Hyperion
La larga historia de amistad entre el profesor Christos Stremmenos, exembajador de Grecia en Italia y exprofesor ordinario en la Universidad de Bolonia, y el profesor Sergio Focardi hizo posible un acuerdo entre Andrea Rossi y su grupo con la Defkalion Green Technologies, empresa griega que trabaja en el sector de las energías renovables.
Nace así el proyecto inherente a la construcción de una central eléctrica de potencia 1 MW, constituida por 330 catalizadores de energía, que se planea realizar en una fábrica situada en Xánthi (noreste de Grecia).
Se trataría entonces de una planta prototipo que ― según las intenciones de la Defkalion ― podría ser adoptada como prototipo para la producción en serie de tal tipología de plantas eléctricas en escala industrial, y que sería puesta en venta con el nombre de Hyperion.
Según Andrea Rossi, esta planta podría estar lista en octubre de 2011.
Según el periódico económico griego Express, la empresa Defkalion ha completado todos los permisos necesarios, relativos a la seguridad de los productos y de los requisitos de procedimiento para la construcción de la fábrica en Xánthi, en la cual podrían ser contratadas 200 personas, con una inversión prevista de 200 millones de euros. El costo de la electricidad que sería producida por los generadores eléctricos de la fábrica griega se estima como inferior a los 0,01 dólares estadounidenses por kilovatio/hora.

### Ampenergo
Andrea Rossi, logró un acuerdo para crear una nueva compañía en los Estados Unidos. El acuerdo nació después de varios años de contactos con personas ligadas al U.S. Department of Energy.
La Ampenergo recibirá las royalties de la venta de licencias y productos en Las Américas, que sean construidos sobre los principios del «energy catalyzer» de Rossi y Focardi. Son evidentes los enlaces con las autoridades americanas. Los fundadores de Ampenergo son Karl Norwood, Richard Noceti, Robert Gentile y Craig Cassarino.
Algunos son fundadores de la empresa Leonardo Technologies Inc., que por 10 años ha trabajado en contratos de millones de dólares para los departamentos de la defensa y de la energía USA, con un reciente contrato con el DOE, que totaliza 95 millones de dólares. En los años 90 Robert Gentile fue también secretario asistente para la energía fósil en el Department of Energy.

## Cobertura por parte de los medios de comunicación

### En Italia
El catalizador de Rossiy Focardi ha recibido atención en artículos de destacados periódicos italianos, como Il Tempo,
La Stampa,
Il Fatto Quotidiano,
Il Resto del Carlino y
La Repubblica,
en varios programas radiofónicos italianos nacionales y en un documental de 25 minutos transmitido por el noticiero Rai News.

### Internacionalmente
El E-Cat ha sido objeto de debate también fuera de Italia. Ha sido el tópico de una serie de artículos en la revista científica sueca Ny Teknik y de un artículo en la revista alemana Telepolis.
En los Estados Unidos ha sido presentada por el canal Fox News Channel,
por el Washington Times y en el programa radiofónico nacional Coast to Coast AM.
En Grecia la cobertura mediática fue realizada por el periódico financiero Express y por la televisión estatal New Ellenic Television.

## Retroingeniería independiente y emulación de los resultados del E-Cat
El E-Cat y aparatos similares son actualmente objeto de varias tentativas de retroingeniería por parte de grandes grupos industriales o nacionales, privados y públicos, además de comunidades de aficionados de la ciencia.

### NASA
La NASA estadounidense está trabajando en un proyecto para replicar el experimento de Focardi-Piantelli.

## Problema con la mezcla "producto de la reacción" LENR
Andrea Rossi ha entregado a los examinadores independientes una mezcla de níquel y de cobre (supuestamente fruto de dos meses de actividad de reacción de fusión fría o LENR en un E-Cat) que ha sido criticada porque presenta estos dos elementos con la misma composición isotópica que se encuentra en naturaleza en el planeta Tierra, cosa que no debería ser, según el estudioso Krivit.